# Црква Светих Козме и Дамјана у Призрену
Црква Светих Козме и Дамјана у Призрену  која се налази у призренском Подграђу (Поткаљаји), ниже цркве Светог Спаса, на Косову и Метохији. Припада Епархији рашко-призренској Српске православне цркве. Представља непокретно културно добро као споменик културе.
Црква која се налази у призренском Подграђу (Поткаљаји), ниже цркве Светог Спаса, скромна  је једнобродна црквица подигнута крајем XIX века на темељима старије цркве. У цркви се налази неколико икона из XVIII-XIX века, међу којима се истиче икона св. Пророка Илије, вероватно донета из неке старије призренске цркве или породице.

## Изглед цркве
Црква посвећена Светим Врачевима Козми и Дамјану је подигнута крајем 19. века на темељима старије храма. Саграђена је као једнобродна грађевина пресведена полуобличастим сводом и са апсидом ексцентрично постављеном у односу на подужну осу грађевине. У цркви се налази неколико икона из 18. и 19. века, међу којима се истиче икона Светог Пророка Илије, вероватно донета из неке старије призренске цркве или породице. У цркви нема живописа, ни других предмета од уметничког значаја.

## Историја
Црква је саграђена у 19. веку а око ње је било старо гробље. На њему су се све до 1866. године саxрањивали православни осуђеници.
Када су месни мухамеданци почели ограђивати своје напуштено гробље у близини Синан пашине џамије, они су хтели присвојити и старо гробље и оградити га. Након интервенције тадашњих црквених старешина и интервенције бившег руског конзула, сачуван је један мањи део српског гробља док су мухамеданци већи део задржали као општинско имање. На оном заузетом земљишту сада је „Богословски врт“. На том ограђеном месту уочи светих Врачева, купи се наш свет, а сутрадан и многи долазе и пале свеће испред неколико икона. Свештеници свете водицу и њоме крсте присутне.

## Основ за упис у регистар споменика културе
Црква је проглашена за споменик културе Решењем бр. 460 од 14. априла 1970. године Завода за урбанизам, заштиту споменика културе и природе општине Призрен.

## Разарање цркве 1999. године
Црква опљачкана и оскрнављена.

## Мартовски погром 2004.
Црква је девастирана и разрушена и поред радова из 2012.-2013. године на санацији и поправци није у употреби.